# Функция неопределённости
Функция неопределённости (ФН) — двумерная функция {\displaystyle {\chi \left(\tau ,f\right)}}, представляющая собой зависимость величины отклика согласованного фильтра на сигнал, сдвинутый по времени на {\displaystyle {\tau }} и по частоте на {\displaystyle {\Delta f}} относительно сигнала {\displaystyle {s\left(t\right)}}, согласованного с этим фильтром. Иными словами, она характеризует степень различия откликов фильтра на сигналы с различной временной задержкой (дальность) и частотой (радиальная скорость). Используется для анализа разрешающей способности сигналов по дальности и радиальной скорости в радиолокации.
Функция неопределённости представляет собой корреляционный интеграл
| {\displaystyle \chi (\tau ,\Delta f)=\int _{-\infty }^{\infty }s(t)s^{*}(t-\tau )e^{i2\pi \Delta ft}\,dt}, | (1) |

где * — операция комплексного сопряжения; {\displaystyle {i}} — мнимая единица.

## Вывод выражения
Основной операцией при согласованной фильтрации является вычисление взаимнокорреляционного интеграла между принимаемым {\displaystyle f\left(t\right)} и ожидаемым (оптимальным для фильтра) {\displaystyle s\left(t\right)} сигналом
{\displaystyle y\left(t\right)=\int \limits _{-\infty }^{\infty }{f\left(\tau \right)s^{*}\left(\tau -t\right)d\tau }}.
Положим, что принимаемый сигнал имеет некоторый доплеровский сдвиг {\displaystyle \Delta f} обусловленный скоростью цели и задаётся выражением {\displaystyle f\left(t\right)=s\left(t\right)e^{i2\pi \Delta ft}}. Тогда отклик согласованного фильтра определяется как
{\displaystyle y\left(t\right)=\int \limits _{-\infty }^{\infty }{s\left(\tau \right)e^{i2\pi \Delta f\tau }s^{*}\left(\tau -t\right)d\tau }}.
Осуществив замену переменных {\displaystyle t=\tau } и {\displaystyle \tau =t} окончательно можно записать
{\displaystyle \chi (\tau ,\Delta f)=\int _{-\infty }^{\infty }s(t)s^{*}(t-\tau )e^{i2\pi \Delta ft}\,dt}.
Следует отметить, что существуют и другие формы записи выражения для функции неопределенности, представляющие собой абсолютное значение выражения (1), либо его квадрат.

## Свойства функции неопределённости
- Максимальное значение ФН находится в точке начала координат {\displaystyle \left(\tau =0,\Delta f=0\right)} и количественно равно {\displaystyle E}

{\displaystyle \left|\chi \left(\tau ,\Delta f\right)\right|\leq \left|\chi \left(0,0\right)\right|=E},
где {\displaystyle E=\int \limits _{-\infty }^{\infty }{{{\left|s\left(t\right)\right|}^{2}}dt}} — энергия сигнала.
- По модулю ФН симметрична относительно начала координат

{\displaystyle \left|\chi \left(\tau ,\Delta f\right)\right|=\left|\chi \left(-\tau ,-\Delta f\right)\right|}.
- Объём квадрата модуля ФН является постоянным и равен {\displaystyle {{E}^{2}}}.

{\displaystyle \int \limits _{-\infty }^{\infty }\int \limits _{-\infty }^{\infty }{{{\left|\chi \left(\tau ,\Delta f\right)\right|}^{2}}d\tau df=}{{E}^{2}}}.
- Если {\displaystyle S(t)} является преобразованием Фурье от сигнала {\displaystyle s(t)}, то согласно теореме Парсеваля функция неопределенности может быть представлена в виде

{\displaystyle \chi (\tau ,\Delta f)=\int _{-\infty }^{\infty }S^{*}(f)S(f-\Delta f)e^{-i2\pi f\tau }\,df}.

## Функции неопределённости некоторых сигналов

### Идеальная ФН
Идеальная ФН представляет собой дельта функцию
{\displaystyle \chi (\tau ,\Delta f)=\delta (\tau )\delta (\Delta f)},
имеющую бесконечное значение в точке {\displaystyle (0,0)} и нулевое во всех остальных случаях.
Идеальная ФН обеспечивает наилучшую разрешающую способность двух бесконечно близко расположенных целей. Является математической идеализацией. Примером сигнала с идеальной ФН может быть сигнал с бесконечной шириной спектра.

### Прямоугольный импульс
Модуль ФН нормированного прямоугольного импульса длительностью {\displaystyle T}, заданного как
{\displaystyle s(t)={\frac {1}{\sqrt {T}}}\mathrm {rect} \left({\frac {t}{T}}\right)},
где {\displaystyle \mathrm {rect()} } — прямоугольная функция, на основании выражения (1) имеет вид
{\displaystyle \left|\chi (\tau ,\Delta f)\right|=\left|\left(1-{\frac {\left|\tau \right|}{T}}\right){\frac {\sin \left(\pi T\Delta f\left(1-\left|\tau \right|/T\right)\right)}{\pi T\Delta f\left(1-\left|\tau \right|/T\right)}}\right|}.
Сечение ФН по оси времени при {\displaystyle \Delta f=0} определяется выражением
{\displaystyle \left|\chi (\tau ,0)\right|={\begin{cases}1-{\frac {\left|\tau \right|}{T}},&|\tau |\leq T\\0,&{\mbox{otherwise}}.\\\end{cases}}}
Сечение ФН по оси частот при {\displaystyle \tau =0} определяется выражением
{\displaystyle \left|\chi (0,\Delta f)\right|=\left|{\frac {\sin(\pi T\Delta f)}{\pi T\Delta f}}\right|}.

### ЛЧМ импульс
Пусть ЛЧМ импульс задан выражением
{\displaystyle s(t)={\frac {1}{\sqrt {T}}}\mathrm {rect} \left({\frac {t}{T}}\right)e^{i\pi \mu t^{2}}},
где {\displaystyle \mu =\pm {B}/{T}} — крутизна ЛЧМ; {\displaystyle B} — девиация частоты.
Тогда модуль ФН определяется как
{\displaystyle \left|\chi (\tau ,\Delta f)\right|=\left|\left(1-{\frac {\left|\tau \right|}{T}}\right){\frac {\sin \left(\pi T(\Delta f\pm B({\tau }/{T}))\left(1-\left|\tau \right|/T\right)\right)}{\pi T(\Delta f\pm B({\tau }/{T}))\left(1-\left|\tau \right|/T\right)}}\right|},
при {\displaystyle \left|\tau \right|\leq T}.